# Chiesa di Sant'Agostino (Taormina)
La chiesa di Sant'Agostino e l'adiacente convento dell'Ordine degli Eremitani costituiscono un unico aggregato monumentale con diversa destinazione d'uso, primitivi luoghi di culto ubicati poco fuori dalla Porta dell'Orologio, in piazza IX aprile o «Piano di Sant'Agostino» nel centro storico di Taormina.

## Storia

### Epoca aragonese
Primitiva chiesa di San Sebastiano, luogo di culto in stile tardo gotico siciliano edificato nel 1486 dai taorminesi in onore di San Sebastiano, martire invocato affinché liberasse la città dalla pestilenza. Esauditi nella loro supplica i cittadini edificarono il tempio.

### Epoca spagnola
Quale ulteriore voto di ringraziamento la chiesa di San Sebastiano fu concessa agli agostiniani dalla cittadinanza il 12 settembre 1530, religiosi che ne mutarono il titolo dedicandola al fondatore dell'Ordine e dottore della chiesa Sant'Agostino di Ippona.
La donazione avvenne sotto la supervisione del viceré di Sicilia Gaspare de Spes, perfezionata e confermata a posteriori da Ettore Pignatelli, conte e duca di Monteleone, e dall'arcivescovo Antonio La Lignanime, apertura avvenuta il 18 settembre 1530.

### Epoca contemporanea
L'intera struttura fu espropriata ed acquisita dal patrimonio comunale dopo le leggi eversive emanate nel 1866.
Nel 1933 la chiesa divenne sede della biblioteca per ospitare il patrimonio librario degli ex conventi di Sant'Agostino, di San Domenico e dei Cappuccini.
Nel 1981 l'intero edificio fu restaurato e dal 1985 è utilizzato come biblioteca e sala polivalente. L'aula che un tempo era l'iniziale sala di consultazione, denominata «Giovanni Di Giovanni» (giurista, teologo e documentatore taorminese), oggi è usata per esposizioni d'arte ed eventi culturali.

## Stile

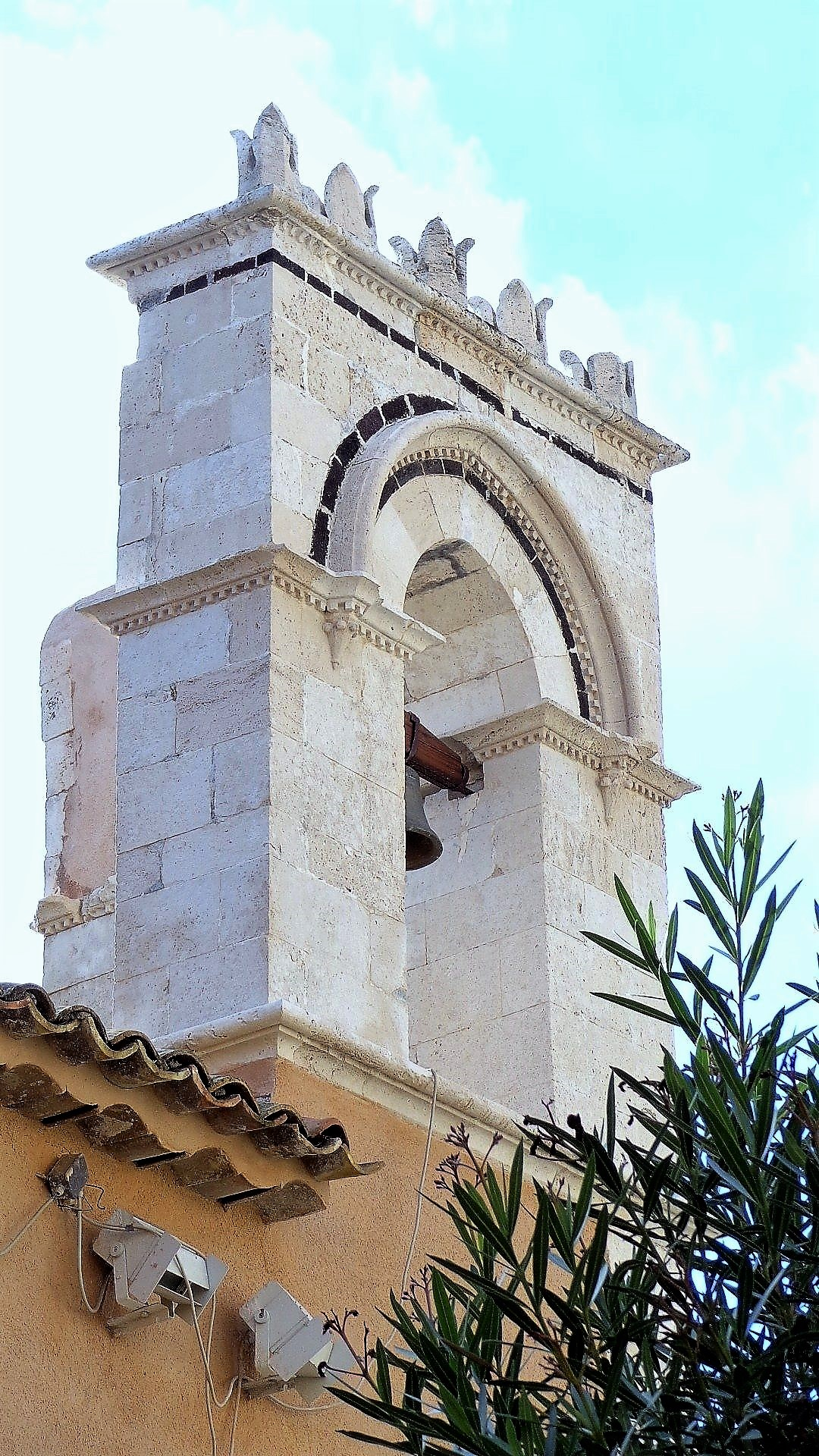
Campanile.

Dell'antica facciata è pervenuto il piccolo rosone e l'ogiva superiore del primitivo portale ad arco acuto integrato nel 1700 da una grande architrave in marmo di Taormina, il tutto delimitato da cantonali in pietra viva. 
Sulla sinistra si erge il piccolo campanile a forma di piccola torre con cella campanaria sormontata da un arco semiacuto e completata da merlature, presenta una delicata ed elegante decorazione a tarsie laviche. Sulla destra un portale costituisce varco d'accesso alla parte conventuale.
L'interno è caratterizzato dal soffitto di legno a capriate, quattro nicchie per parete decorate da finti archi e finte colonne di stile corinzio.

## Opere documentate
Del 1504 il Polittico di Antonello de Saliba, tempera su tavola attualmente custodita nel duomo di San Nicola di Bari. Opera composta da sei tavole inserite in un "retablo" o cornice lignea intarsiata attribuibile al fratello dell'artista Pietro o al padre Giovanni. Nel pannello centrale è raffigurata la Vergine Maria e Gesù fra San Girolamo e San Sebastiano. In alto, al centro, la Deposizione di Cristo, fra Sant'Agata e Santa Lucia, nella predella l'Ultima Cena riprodotta in cinque quadretti.

## Convento
Secondo il censimento dell'Ordine effettuato nel 1650 l'aggregato apparteneva agli Agostiniani conventuali, il convento era incompiuto e i frati vivevano di affitti di terreni e di rendite di censi.
Con l'emanazione delle leggi eversive del 1866 è attuato l'incameramento da parte del demanio con prima destinazione a pinacoteca. Il complesso adibito a scuola elementare dagli inizi del XX secolo e fino agli anni cinquanta del secolo scorso. Nel 2011 è adibito a biblioteca civica, il refettorio a sala lettura e le restanti strutture a sede dell'archivio storico comunale, provinciale e regionale.
La biblioteca possiede oltre 22.000 volumi di cui 2.000 dedicati soltanto alla Sicilia. Molto importante è anche il fondo antico, composto principalmente da trattati di teologia, filosofia e scienze provenienti dai conventi di Sant'Agostino, San Domenico e dei Cappuccini.